# Georges Janssens de Bisthoven

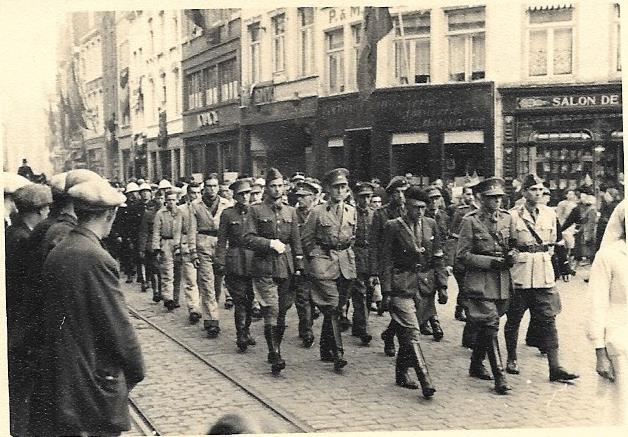
Optocht door de Steenstraat in Brugge van Verzetsgroepen, in september 1944. Op de eerste rij: Alfred Coppieters 't Wallant, majoor Georges Janssens de Bisthoven, luitenant Willy Bruynseraede.

Georges Janssens de Bisthoven (Gent 29 maart 1893 - Brugge 19 maart 1971) was een Belgisch legerofficier en verzetsstrijder, lid van de familie Janssens de Bisthoven.

## Familie
Georges Leon Augustin Joseph Ghislain Marie Janssens de Bisthoven was een zoon van gouverneur Leon Janssens de Bisthoven. 
Hij trouwde met Thérèse Ryelandt (Brugge 20 november 1895 - 4 juli 1998), dochter van de Brugse schepen Louis Ryelandt, en ze hadden dertien kinderen. Zij bleef actief en in goede gezondheid tot na haar eeuwfeest.

## Levensloop
Georges Janssens de Bisthoven was oorlogsvrijwilliger tijdens de Eerste Wereldoorlog en was in 1918 luitenant bij het 7e artillerieregiment. Hij behaalde vervolgens zijn diploma van burgerlijk ingenieur aan de Universiteit van Gent en werd in 1922 beroepsmilitair. Hij eindigde zijn carrière met de graad van kolonel.
Het is vooral tijdens de Tweede Wereldoorlog dat hij de volle maat van zijn kunde vertoonde als actief lid van het Verzet. Na te hebben deelgenomen aan de Achttiendaagse Veldtocht ontsnapte hij aan gevangenschap in Duitsland en werd aangesteld als hoofd van de provinciale dienst van hulpverlening aan families van krijgsgevangenen. Deze dienst was eerst in Brugge en vanaf 1942 in Kortrijk gevestigd.  Janssens werkte ook mee met het Rode Kruis en met Winterhulp. Binnen het Belgische Geheim Leger was hij commandant van de sector Brugge-Oostende en het is vooral in de zomer van 1944 dat zijn groep de geallieerde troepen bijstond in hun vooruitgang in de streek van Brugge.

## Eerbetoon
Tijdens de Eerste Wereldoorlog was Georges Janssens een moedig soldaat en dit werd door heel wat eretekens erkend:
- Oorlogskruis 1914-18 met palm en drie eervolle vermeldingen
- Yzerkruis
- Vuurkruiser
- 1 Frontstreep voor kwetsuur en 8 frontstrepen
- Oorlogskruis (Frankrijk)

Omwille van zijn activiteiten in het Verzet heeft Georges Janssens heel wat hoge onderscheidingen ontvangen, zoals:
- Grootofficier in de Orde van Leopold II met gouden streep
- Commandeur in de Leopoldsorde
- Commandeur in de Kroonorde
- King's Medal in the Cause of Freedom
- Verzetsmedaille (Frankrijk)
- burgerlijk kruis eerste klasse 1940-45